# Proclise
Proclise of proclisis is het verschijnsel dat een - meestal onbeklemtoond - woord wordt uitgesproken als vormde het een deel van het woord dat erop volgt. Vaak gaat dit gepaard met deletie, het uitstoten van een of meer klanken. Proclise doet zich met name voor bij "fonologisch zwakke" woorden, ofwel  clitica. Voorbeeld:
- kweet niet (het cliticum k versmelt met weet)

Ook ronde telwoorden als zestig en zeventig zijn gevormd door middel van proclise, en deze vormen zijn gaandeweg versteend. Alleen bij tachtig (gevormd op basis van acht) is nog iets van het oorspronkelijke proclitische element zichtbaar.
Wanneer een cliticum op deze manier niet met het woord ervoor maar met het woord erna “versmelt", spreken we van enclise.

## Stijlfiguur
Als proclise opzettelijk wordt gebruikt, bijvoorbeeld om een versregel beter te laten lopen, kan het als stijlfiguur worden gezien.

## Verwante begrippen
Bij prosthesis worden eveneens klanken aan het begin van woorden toegevoegd, maar dan zonder extra betekeniswaarde. 